# Pryorsburg (Kentucky)
Pryorsburg es un lugar designado por el censo ubicado en el condado de Graves en el estado estadounidense de Kentucky. En el Censo de 2010 tenía una población de 311 habitantes y una densidad poblacional de 95 personas por km².

## Geografía
Pryorsburg se encuentra ubicado en las coordenadas 36°41′27″N 88°42′45″O / 36.69083, -88.71250. Según la Oficina del Censo de los Estados Unidos, Pryorsburg tiene una superficie total de 3.27 km², de la cual 3.22 km² corresponden a tierra firme y (1.5%) 0.05 km² es agua.

## Demografía
Según el censo de 2010, había 311 personas residiendo en Pryorsburg. La densidad de población era de 95 hab./km². De los 311 habitantes, Pryorsburg estaba compuesto por el 92.6% blancos, el 4.82% eran afroamericanos, el 0% eran amerindios, el 0.32% eran asiáticos, el 0% eran isleños del Pacífico, el 0% eran de otras razas y el 2.25% pertenecían a dos o más razas. Del total de la población el 3.86% eran hispanos o latinos de cualquier raza.